# 권은희 (1959년)
권은희(權恩嬉, 1959년 5월 24일~)는 대한민국의 컴퓨터공학자이다. 정계에 진출하여 2012년 새누리당으로부터 공천을 받아 대구에서 당선되어 대한민국 제19대 국회의원이 되었다. 20대 총선에는 공천을 받지 못하고 컷오프 되었으며, 탈당하여 무소속으로 출마하였다. 바른미래당 전당대회에서 6.85%를 얻어 4위 안에 들지 못했으나, 여성 몫으로 최고위원이 되었다.
대구 출생이며, 서울대학교 대학원 컴퓨터공학과 석사이다.

## 학력
- 대구남도초등학교 졸업
- 구남여자중학교 졸업
- 원화여자고등학교 졸업
- 경북대학교 전자공학과 학사
- 서울대학교 대학원 컴퓨터공학과 석사

## 약력
- 1984년 1월~1985년 12월: 한국전자통신연구원(ETRI) 데이터통신실 연구원
- 1986년 2월~2004년 12월: (주)KT 컨버전스 본부 BcN 서비스개발팀 팀장
- 2004년 12월~2006년 12월: (주)KT 상무(여성임원 2호)
- 2006년 12월~2007년 5월: (주)KT하이텔 경영지원부문장(상무이사)
- 2007년 5월~2009년 6월: (주)KT하이텔 파란포탈사업부문장(상무이사)
- 2009년 7월~2010년 9월: (주)KT네트웍스 BIZ부문장(전무이사)
- 2010년 9월~2012년 4월: (주)헤리트 대표이사
- 2012년 5월~2016년 5월: 제19대 국회의원(대구 북구갑)
- 2012년 5월~2013년 3월: 제19대 국회 지식경제위원회 위원
- 2012년 8월~2012년 12월: 제19대 국회 쇄신특별위원회 위원
- 2013년 3월~2016년 5월: 제19대 국회 미래창조과학방송통신위원회 위원
- 2014년 6월~2016년 5월: 제19대 국회 후반기 예산결산특별위원회 위원
- 2014년 8월~2015년 7월: 새누리당 대변인
- 2017년 : 바른정당
- 2017년 5월~: 한국여성의정 이사
- 2017년 7월~2018년 7월: 한국여성의정 대구여성아카데미 원장
- 2018년 1월~2018년 6월: 바른미래당 경기도 성남시 분당구을 공동지역위원장
- 2018년 4월: 바른미래당 아파트특별위원회 공동위원장
- 2018년 9월~2019년 11월: 바른미래당 최고위원
- 바른미래당 경기도 성남시 분당구을 지역위원장
- 2023년 4월 대한민국헌정회 이사
- 2023년 8월: 국민의힘 경기도당 정책개발본부 반도체IT특별위원장

## 상훈
- 1998년: 정보통신부장관상 부가서비스 발전 공로상
- 2012년: 새누리당 발전 공로 표창장
- 2012년: 소상공인연합초정상
- 2012년: 2013 국정감사 우수의원상
- 2013년: 한국여성과학기술단체총연협회 공로패
- 2013년: 2012 대한민국 국회 과학기술 진흥공로상 및 우수의정상
- 2013년: 2013 자랑스러운 경대인상
- 2013년: 2013 국회헌정대상
- 2013년: 자랑스러운 ETRI인
- 2013년: 2013 국감 우수의원상
- 2013년: 유권자 시민행동 국감 우수의정상
- 2014년: 2013 대한민국 의정대상

## 역대 선거 결과
|  | 60.15% |

|  | 24.35% |

## 같이 보기
- 대구 북구의 국회의원
- 북구 갑 (대구)